# Diadegma balticum
Diadegma balticum är en stekelart som beskrevs av Horstmann 1969. Diadegma balticum ingår i släktet Diadegma och familjen brokparasitsteklar. Inga underarter finns listade i Catalogue of Life.